# Crematogaster modiglianii
Crematogaster modiglianii är en myrart som beskrevs av Carlo Emery 1900. Crematogaster modiglianii ingår i släktet Crematogaster och familjen myror.

## Underarter
Arten delas in i följande underarter:
- C. m. anamita
- C. m. anoemica
- C. m. clemensae
- C. m. modiglianii
- C. m. sarawakana
- C. m. surbeki